# بیمارستان دکتر شریعتی (تهران)

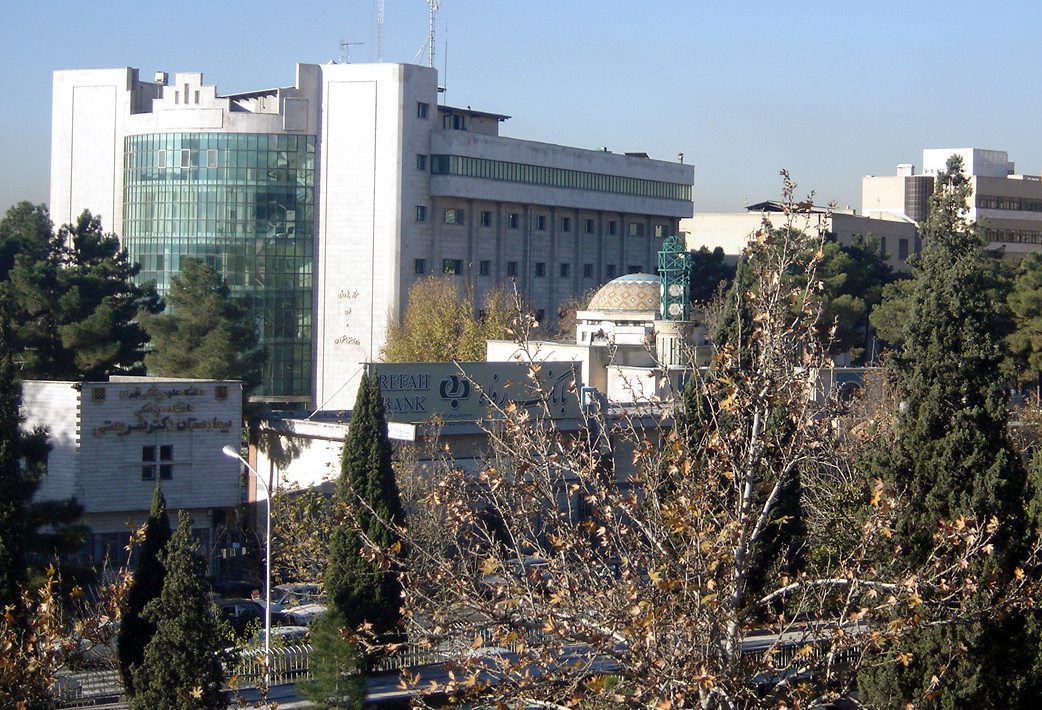

بیمارستان دکتر شریعتی از جمله بیمارستان‌های عمومی مجهز در تهران است. این بیمارستان در آذرماه سال ۱۳۵۲ با نام «بیمارستان داریوش کبیر» در زمینی به مساحت ۷۲٬۰۰۰ مترمربع تأسیس گردید. این بیمارستان دارای ۸۵۷ تخت ثابت است که ۵۹۹ عدد از آن‌ها فعال هستند. تعداد اعضای هیئت علمی ۱۰۵ نفر و تعداد پرسنل پرستاری ۴۷۵ نفر است. تعداد مراجعین سرپایی و بستری بیمارستان سالیانه حدود ۱۳۶۰۰۰ نفر است.

## تاریخچه
نخستین و قدیمی‌ترین بخش بیمارستان شریعتی بنای مرکز پزشکی هسته‌ای مرکز تحقیقات پزشکی هسته ای فعلی است که در سال ۱۳۴۴ به همت صادق نظام مافی (متخصص داخلی، فوق تخصص غدد و استاد دانشگاه تهران) ازمحل ثلث ابراهیم قره گزلو ساخته شد و در سال ۱۳۴۷ با ریاست نظام مافی شروع به کار کرد.
در سال ۱۳۴۹ ساختمان اصلی بیمارستان شریعتی در کنار مرکز پزشکی هسته‌ای بنا شد. این مرکز ابتدا قرار بود بیمارستان روانی روزبه باشد، اما در تفکیک بندی دانشگاه تهران در سال ۱۳۵۲ مرکزپزشکی داریوش کبیر نام گرفت. در آن سال بیمارستان‌ها به ۳ مرکز پزشکی تقسیم شده بودند:
1. مرکز پزشکی پهلوی (مجتمع بیمارستان امام خمینی تهران فعلی با بیمارستان‌های کمک شماره ۳ و پهلوی)
2. مرکز پزشکی رازی (با بیمارستان سینا، بیمارستان امیراعلم و بیمارستان فارابی)
3. مرکزپزشکی داریوش(بیمارستان شریعتی فعلی)

بدین ترتیب مرکزپزشکی داریوش (بیمارستان شریعتی) در سال ۱۳۵۲ به عنوان یک بیمارستان جنرال (عمومی) به ریاست پروفسور عاملی،جراح مغز و اعصاب و معاونت فریدون دواچی (فوق تخصص روماتولوژی) و با همکاری چند تن دیگر از استادان مجرب دانشگاه تهران شروع به کار کرد. بخش‌ها ی قلب، ریه، کلیه، گوارش، روماتولوژی، غدد، اعصاب، خون، جراحی عمومی، جراحی اعصاب، جراحی کلیه و مجاری ادراری، جراحی زنان و زایمان، ارتوپدی و جراحی فک که وابسته به بخش ارتوپدی بود از نخستین بخش‌های این بیمارستان بود. استخدام کادر آموزشی و فوق تخصص هر بخش (با این شرط که در شورای گروه امتیاز کافی کسب کند) از سوی استادان هر بخش تعیین می‌شد. با خرید کتاب‌های مرجع برای کتابخانه و تجهیزات آزمایشگاهی این واحدها نیز آماده بهره‌برداری بودند. بخش رادیولوژی به نخستین دستگاه سی‌تی اسکن مجهز و به همت حدیدی دستگاه سونوگرافی خریداری شد. واحدهای پشتیبانی از جمله امور مالی و ادرای، سمعی و بصری، کتابخانه، آزمایشگاه، کارگزینی و خدمات با تعیین مسئول شروع به کار کردند، دو نفر تکنسین و چند نفر عکاس هم جهت آموزش به دانشگاه تهران و دانشکده بهداشت فرستاده شدند چند روز قبل از افتتاح رسمی اتاق مدیران و منشی‌ها نیز تجهیز و تابلوی اتاق‌ها نصب شد.
سرانجام در ۲۳ آذر ۱۳۵۳ مرکز پزشکی داریوش(بیمارستان شریعتی) به‌طور رسمی گشایش یافت. در این مراسم تعدادی از سران کشور، یحیی عدل - که در آن زمان رئیس گروه جراحی بیمارستان بود – به همراه انوشیروان هدایت ،کمالیان و نواب و غفورزاده حضور داشتند. پس از مراسم، شرکت کنندگان از واحدهای مختلف مرکز بازدید کردند. در این مراسم، «مرکز پزشکی داریوش» در اختیار دانشگاه تهران قرار گرفت. مدتی بعد دانشگاه تهران تربیت دانشجویان پزشکی را نیز به بیمارستان‌ها واگذار کرد از این رو نام مرکز به دانشکده پزشکی داریوش تغییر کرد. سالانه ۵۰ دانشجوی پزشکی کلاس‌های دوره علوم پایه و بالینی خود را در این مرکز می‌گذراندند. در همین مرکز دانشجویان پرستاری نیز تربیت می‌شدند. ساختمانی که هم‌اکنون درمانگاه سرپایی بیمارستان است ،خوابگاه و کلاس‌های درس این دانشجویان بود.
بهرمندی از پزشکان مجرب و نیروهای متخصص به پیشرفت بیمارستان در عرصه‌های درمانی، آموزشی و پژوهشی کمک کرد، به گونه‌ای که یک سال بعد از تأسیس به عنوان یکی از معتبرترین مراکز تخصصی، پزشکی درایران شناخته شد.
برگزاری کنفرانسها و کنگره های مهمی همچون "کنگره بین‌المللی جراحان مغز و اعصاب در خاورمیانه" ارائه مقالات متعدد از متخصصان این مرکز، در کنگره‌های بین‌المللی و چاپ آن‌ها در مجلات معتبر، به این مرکز اعتباری بیش از پیش بخشید و باعث درخشش آن در مجامع علمی خارج از کشور شد.
یک سال بعد از پیروزی انقلاب اسلامی در سال ۱۳۵۸ دانشکده‌ها ی پزشکی دانشگاه تهران یکی شدند و عنوان " مرکز پزشکی داریوش " به " مرکز آموزشی پژوهشی و درمانی شریعتی" تغییر کرد. با افزایش فعالیت بخش‌ها، در سال ۱۳۶۶ ساختمان آموزشکده پرستاری برای درمانگاه سرپایی در نظر گرفته شد و بعدها درمانگاه شهید داستانی نام گرفت ساختمان اورژانس و بخش‌های خون و ساختمان مرکز تحقیقات هماتولوژی و انکولوژی و پیوند سلول‌های بنیادی یکی پس از دیگری ساخته شد و مساحت مرکز به ۵۷۷۶۲ متر مربع افزایش یافت.
بیمارستان شریعتی با زیر بنای ۳۳۲۴۷ متر مربع ۳۱ بخش بستری، ۳۳ درمانگاه سرپایی ۸۳۴ تخت مصوب، ۵۲۴ تخت ثابت و ۴۹۵ تخت فعال دارد. ساختمان مرکزی (۷طبقه)، اورژانس (۶طبقه)، درمانگاه (۲ طبقه)، پزشکی هسته‌ای (۱ طبقه)، آزمایشگاه (۳ طبقه)، فروشگاه (۲ طبقه) تصفیه خانه فاضلاب، محل تخلیه و نگهداری زباله، مسجد، بانک رفاه و سایت کامپیوتر هرکدام یک طبقه است.
هم‌اکنون ۱۳ مرکز تحقیقاتی و ۳ پژوهشکده در این مرکز مستقرند که افزون بر ارائه خدمات تشخیصی و درمانی از مراکز مهم پژوهش‌های سلامت در کشور و منطقه محسوب می‌شوند. بیمارستان شریعتی به منظور افزایش سطح سلامت جامعه در جهت ارائه خدمات کیفی، درمانی، آموزشی، تحقیقاتی و مطابق با استاندارد به مردم ایران تلاش جدی دارد.

## امکانات
این مرکز دارای بخش‌های جراحی ارتوپدی، جراحی عمومی، روماتولوژی، داخلی اعصاب، غدد، گوارش، خون، زنان و زایمان، نوزادان، نازایی، جراحی مغز و اعصاب، قلب و عروق، جراحی قلب و عروق، نفرولوژی، ارولوژی، پیوند کلیه، جراحی فک و صورت، CCU, ICU و Post ICU جراحی قلب، ICU جراحی مغز و اعصاب، ICU جنرال و درمانگاه‌های آن شامل اورولوژی، نفرولوژی، ریه، جراحی عمومی، جراحی توراکس، غدد، گوارش، زنان، مامایی، پریناتولوژی، درد ، جراحی فک و صورت، ژنتیک، پوست، جراحی اعصاب اطفال، ارتوپدی، جراحی اعصاب، قلب، جراحی قلب، نورولوژی، روماتولوژی، گوش‌و حلق‌و بینی، دندانپزشکی و فیزیوتراپی است. از جمله واحدهای پاراکلینیک می‌توان به رادیولوژی و cat lab و مرکز تحقیقات پزشکی هسته‌ای ( شامل انواع تصویر برداری هسته‌ای مانند پت اسکن، اسکن هسته ای قلب و ...)اشاره کرد.
پیوند قلب و پیوند مغز استخوان برای اولین بار در ایران در بیمارستان شریعتی انجام شده‌است.
مراکز تحقیقات گوارش و بیماری‌های کبد، غدد و متابولیسم، هماتولوژی، انکولوژی و پیوند مغز استخوان، روماتولوژی و پزشکی هسته‌ای در این بیمارستان مشغول فعالیت هستند.
بیمارستان دارای ۸۳۴ تخت می‌باشد که ۵۳۴ تخت آن در حال حاضر فعال است.

### بخش‌های بیمارستان

#### بخش‌های تخصصی و فوق تخصصی مرکز
ارتوپدی، ارولوژی، آندوسکوپی، اورژانس، پیوند مغز استخوان، پیوند کلیه، پزشکی هسته‌ای، جراحی عمومی، جراحی مغز و اعصاب، جراحی قلب و پیوند قلب، جراحی اطفال، خون و آنکولوژی، داخلی قلب، دیالیز، روماتولوژی، ریه-جراحی توراکس، زنان و زایمان، غدد و متابولیسم، فک و صورت، کت لب، گوارش، نورولوژی، نوزادان، نازایی، نفرولوژی پزشکی هسته ای

#### بخش‌های ویژه
ICU جنرال، ICU جراحی مغز اعصاب،ICU نوزادان، ICU داخلی، ICU جراحی قلب باز، کت لب، NICU و CCU

### درمانگاه‌های دایر
درمانگاه داستانی، درمانگاه، هماتولوژی، آنکولوژی و پیوند سلول‌های بنیادی، درمانگاه پزشکی هسته‌ای و کلینیک ویژه

### بخش‌های پشتیبانی دایر
تغذیه، سی اس آر، بایگانی و مدارک پزشکی، تأسیسات بیمارستانی، تلفنخانه، مددکاری اجتماعی، آشپزخانه، رختشویی وخیاط خانه

### بخش‌های پاراکلینیک دایر
آزمایشگاه بالینی، آسیب‌شناسی، رادیوگرافی ساده، سونوگرافی، سی تی اسکن، ام-آر-آی، EMG-EEG، برونکوسکوپی، اسپیرومتری، MCT- بادی باکس، سنجش تراکم استخوان، پزشکی هسته‌ای، سنگ‌شکن، دیالیز، فیزیوتراپی، داروخانه، آندوسکوپی، اکوکاردیوگرافی، مرکز پزشکی هسته‌ای، تست ورزش، کنترل درد و اورودینامیک

## پژوهشکده‌ها و مراکز تحقیقات فعال

### پژوهشکده علوم غدد و متابولیسم
این پژوهشکده ۱۳۷۲ در زمینه علوم پایه و بالینی در بیمارستان دکتر شریعتی تأسیس شد و در سال ۱۳۸۵ به عنوان همکار سازمان بهداشت جهانی انتخاب شد.
- مرکز تحقیقات دیابت
- مرکز تحقیقات استئوپروز
- مرکز تحقیقات غدد و متابولیسم
- مرکز تحقیقات چاقی و عادات غذایی

### پژوهشکده بیماری‌های گوارش و کبد
این پژوهشکده به عنوان اولین بخش تخصصی در ایران، در سال ۱۳۵۵ تأسیس شد.
- مرکز تحقیقات سرطان‌های گوارش و کبد
- مرکز تحقیقات بیماری‌های خود ایمنی و حرکتی لوله گوارش
- مرکز تحقیقات بیماری‌های کبد، لوز المعده و مجاری صفراوی[۳]

### مرکز تحقیقات خون و هماتولوژی (در حال تبدیل به پژوهشکده)
در سال ۱۳۵۳ این مرکز در بیمارستان شریعتی تأسیس شد.
- مرکز تحقیقات هماتولوژی بالینی
- مرکز تحقیقات سرطان‌شناسی بالینی
- مرکز تحقیقات پیوند سلول‌های بنیادی و خون

## روسای مرکز آموزشی، پژوهشی و درمانی شریعتی از ابتدا تاکنون
- نصرت ا... عاملی (۵۲–۵۶) – جراحی مغز و اعصاب
- ناصر کمالیان (۵۷–۵۸) – فوق تخصص آسیب‌شناسی (پاتولوژی)
- محسن ساغری (۵۸–۵۹) - فوق تخصص پزشکی هسته‌ای
- اردشیر قوام زاده (۵۹–۶۱) – فوق تخصص خون و انکولوژی
- محمدحسن باستان حق (۶۱–۶۳)-  متخصص داخلی، فوق تخصص غدد و متابولیسم
- حمید رحمت (۶۳–۶۴)- متخصص جراحی اعصاب
- داریوش کمال هدایت (۶۴–۶۵)- متخصص قلب و عروق
- عبدالمجید مقدسی (۶۵–۶۶) – فوق تخصص ریه
- سید مهدی عبدالله زاده (۶۶–۷۰) - جراحی مغز و اعصاب
- سید حسن عارفی (۷۰–۷۳ و ۷۶–۸۱) - فوق تخصص قلب و عروق
- عباسعلی کریمی (۷۳–۷۶) - فوق تخصص جراحی قلب و عروق
- محمد نقی طهماسبی (۸۱–۸۵) - فوق تخصص جراحی ارتوپدی
- رضا ملک‌زاده (۸۵–۱۳۸۸)- فوق تخصص گوارش و کبد
- احمدرضا سروش (۱۳۸۸–۱۳۹۶)– متخصص جراحی عمومی - فوق تخصص جراحی عروق
- سعیدرضا مهرپور (۱۳۹۶ تاکنون)– متخصص جراحی ارتوپدی - فوق تخصص جراحی ستون فقرات